# Gourma
Pour les articles homonymes, voir Gourma (homonymie).
Le Fada-N'Gourma est une des 45 provinces du Burkina Faso située dans la région de l'Est.

## Toponymie
Gourma signifie « la rive droite du fleuve Niger » en songhaï.

## Environnement
La réserve des éléphants du Gourma fait l'objet de réflexions quant au rapport entre la protection de l'environnement et les besoins des populations humaines.

## Départements

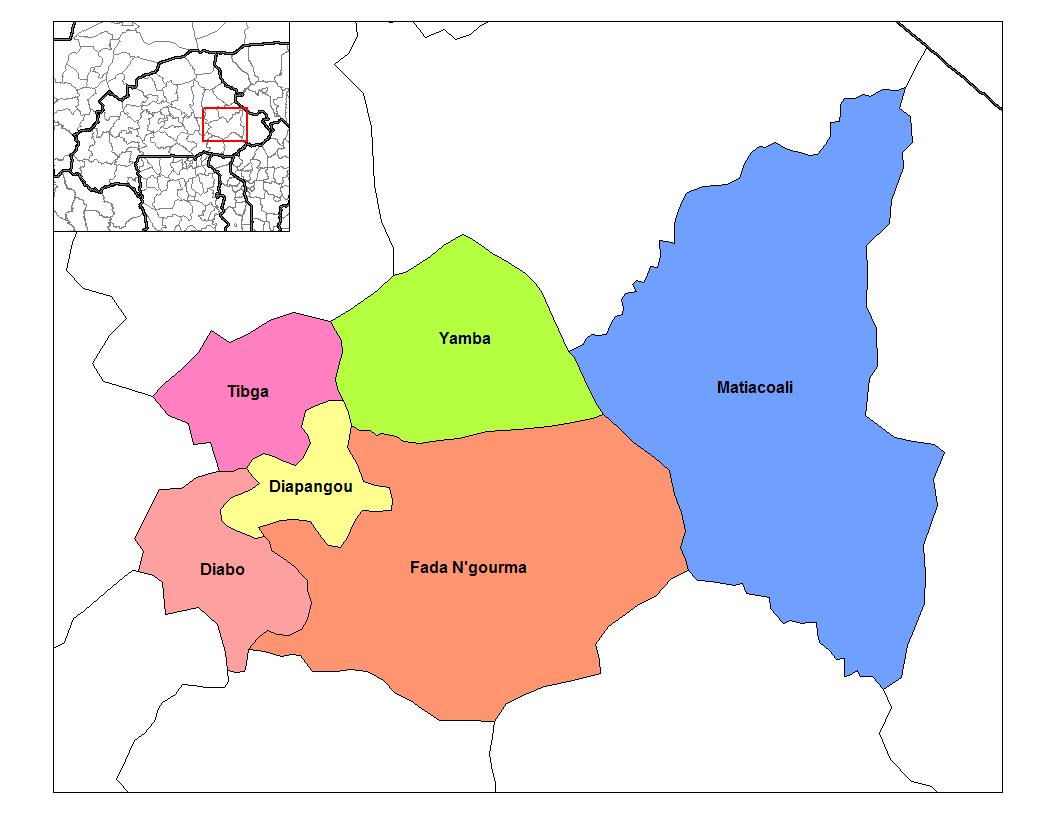
Départements du Gourma.

La province du Gourma comprend 6 départements :
- Diabo,
- Diapangou,
- Fada N’Gourma,
- Matiacoali,
- Tibga,
- Yamba.

## Démographie
- 221 956 habitants en 1996.
- 304 169 habitants en 2006, soit une augmentation de +37 % en 10 ans.
- Chef-lieu : Fada N’Gourma (estimé à 41 785 habitants en 2006).